# 松田ケイジ
松田 ケイジ（まつだ けいじ、1964年7月8日 - ）は、日本の俳優。京都府福知山市出身。179 cm。インターフレンド所属。

## 略歴
血液型はA型。原宿のカレー『GHEE』でアルバイトする。
モデル活動を経て、吉本ばなな原作の映画『キッチン』の主人公の一人に抜擢（）され1989年に俳優デビュー。
その後、映画『われに撃つ用意あり』（監督：若松孝二）、『獅子王たちの最后』（監督：高橋伴明）へ出演、ドラマでは日本テレビ『禁断の果実』、フジテレビ『きらきらひかる』にゲスト出演し、更に舞台でラサール石井演出作品『ダフネの嵐』で主演、蜷川幸雄演出作品『ロミオとジュリエット』等へ出演。また、ファッションブランドのイメージモデルとしても活動。
1990年6月、覚せい剤所持で逮捕され、懲役1年8月、執行猶予3年の判決を受けた。

## 出演

### テレビドラマ
- 続・蒲田行進曲 銀ちゃんが行く（1991年、TBS）
- ポールポジション!愛しき人へ…（1992年、日本テレビ）
- 禁断の果実（1994年、日本テレビ） - 藤田明
- 陽のあたる場所（1994年、フジテレビ） - 木島哲也
- 名奉行 遠山の金さん 第7シリーズ第10話（1995年、テレビ朝日） - 新次郞
- きらきらひかる（1998年、フジテレビ） - 沢崎欧彦
- 教習所物語（2000年、TBS）

### 映画
- キッチン（1989年） - 田辺雄一
- われに撃つ用意あり（1990年） - 吉佳一也
- 元禄女太陽伝（1991年）
- ザ・ギャンブラー（1992年） - プレイヤー
- 獅子王たちの最后（1993年） - 須藤弥生
- 遙かな時代の階段を（1995年）
- ヤンキー烈風隊（1995年） - 烈風隊初代総長 東堂力也
- 強奪（2000年） - 除瑞生
- 安藤組外伝 掟（2000年） - 田中
- センチメンタル シティマラソン（2000年） - ユウスケ
- 実録・北海道やくざ戦争 逆縁（2001年） - 溝口勝夫
- フィールズ・エンジェル（2004年）
- 修羅の門（2005年） - 二代目大政組
- やる気まんまん（2007年） - 足トセイ
- 龍が如く 劇場版（2007年）
- Girl's Life（2009年）
- ダウンタウン・ユートピア（2023年） - 石田守[2][3]

### Vシネマ
- ザ・ギャンブラー（1992年） - 主演・プレイヤー（さすらいの男）
- 塀の中の懲りない奴ら（1993年、原作：安部譲二） - 主演・吉岡組組員 花田慎司
- KIZA（1993年）
- 妖女伝説セイレーン2（1994年）
- Zero WOMAN III 警視庁0課の女（1996年）
- 獣の領分（1997年）
- 疵3・4
- 兎-野性の闘牌-（1998年） - 風間
- 新ワニ分署（1998年）
- ワイルド・タッチ パチスロ大攻略（1999年） - 主演・大友
  - ワイルド・タッチ パチスロ大攻略 HANABI編
  - ワイルド・タッチ パチスロ大攻略2 AREX編
  - ワイルド・タッチ パチスロ大攻略3 アステカ編
- JINGI 仁義（1998年・2000年・2002年）
  - 仁義16 裏切りの銃弾（1998年）
  - 仁義26 抗争と野望（2000年） - 多摩連合 中沢
  - 仁義31 暴力団再武装（2002年） - 沖山
- 実録・梁山泊 パチプロ列伝 リーダーと四天王（2000年） - 喜多
- 強奪（2000年）
- 七人のスロッター（2000年） - 主演・藤堂要（パチスロ設定師兼スロプロ / 七人のスロッターのリーダー）
- 氷る月（2000年）
- 首領への道11（2000年） - 木暮（ヒットマン、元刑事）
- 日本極道史 龍神三兄弟（2000年）全2作 - 伊勢友三郎
  - 日本極道史 龍神三兄弟（2000年） - 岩間組幹部
  - 日本極道史 龍神三兄弟2（2000年） - 南政会会長
- 新・第三の極道12 裏盃よ永遠に…（2000年） - ヒットマン
- 実録・北海道やくざ戦争 逆縁（2001年） - 溝口勝夫
- あ・キレた刑事2（2001年）
- 真・雀鬼9 頂上決戦!裏プロvs表プロ（2001年） - 相良雄司（聖杯戦優勝者）
- 麻雀放浪記 外伝1（2002年）
- 実録・義戦 森田幸吉伝（2002年）全2作 - 島谷波男
  - 実録・義戦3 森田幸吉伝（2002年）
  - 実録・義戦4 森田幸吉伝（2002年）
- フレンズ（2004年）
- BLOOD ANGEL シスターオブハート（2005年）
- 誇り高き野望2（2005年） - マスター
- 実録・東海道抗争 白と黒（2006年） - 不動産屋 松村
- 実録・九州やくざ抗争史 小倉戦争（2007年） - 刑務官
- 西日本暴力地帯 実録・山陰抗争（2007年） - 大阪柳田組米子支部長 木田一郎
- 首領の一族 Part2（2007年） - サトウ
- 暗黒街の帝王〜カポネと呼ばれた男〜 完結編（2008年） - ニシオ組 浅野
- 関西極道 流血の抗争史 侠客の刃編（2008年） - ヒットマン
- フラワー2（2013年） - 大佐
- 日本やくざ抗争史 関東城北戦争（2014年） - 義勇会幹部 穴井総業組長 穴井
- 日本やくざ抗争史 巨大組織分裂（2015年）
- 日本統一8 9 10 11 15 16 17 18 19 20（2015年 - 2017年） - 広島 玄誠会幹事長 福本組組長 福本貞夫
- 極道の教典 第五章（2015年） - 竜誠会若頭 北村
- 三代目代行4（2015年） - 巴一家若頭 真渕悌介
- 首領の道Season2（2015年）全2作 - 松川新治
  - 首領の道Season2（2015年） - 赤心報効連合組員
  - 首領の道Season2 vol.2（2015年） - 錦絲会組員
- 新・極道の紋章14・15（2015年）- 七代目駿河黒政一家若頭 ハリヤケンテツ（武満の兄弟分）
- プラチナ代紋（2016年） - 竹田組組長 竹田聡
- 極道天下布武 第四幕 第五幕（2017年・2018年） - 京都 六田組幹部 滝沢組組長 滝沢一益